# ヘンリー・パーセル
ヘンリー・パーセル（英:Henry Purcell、1659年9月10日? - 1695年11月21日）は、バロック時代におけるイングランドの作曲家。イタリアやフランスの影響を受けつつ独自の音楽を生み出した、最も優秀なイギリス人の作曲家の1人として知られている。弟にダニエル・パーセルがいる。
生涯に残した曲はおよそ800曲以上あるが、どれもエリザベス朝時代のイギリス音楽が持つ諸要素と彼が取り入れたイタリア・フランスの風が巧く融合し、自由奔放な彼独特の世界観を醸し出している。

## 生涯

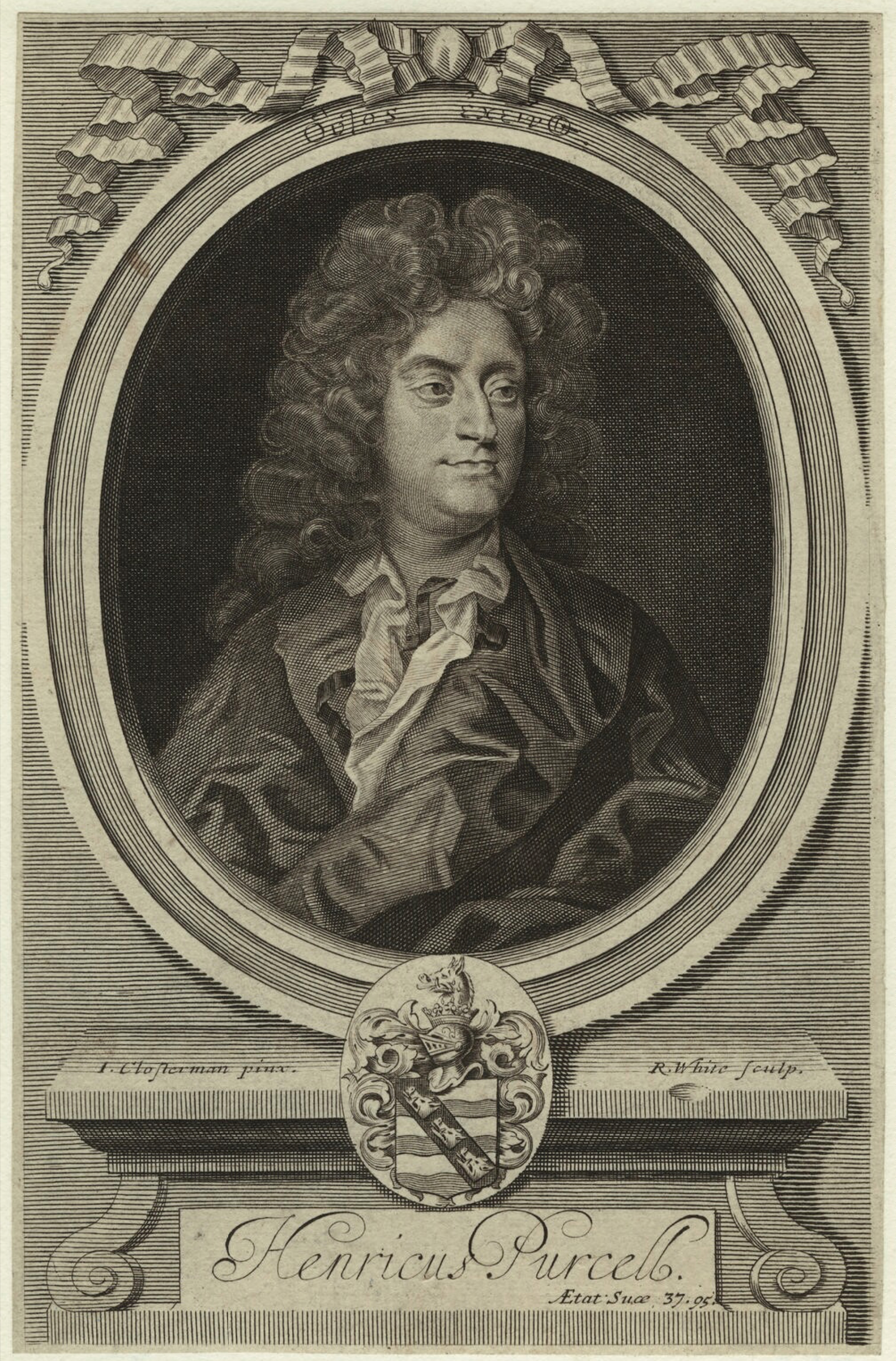
ヘンリー・パーセル

イングランド共和国のウェストミンスターに生まれる。少年期については資料が残されていないため、はっきりしないが、1667年前後（おそらく9歳か10歳の頃）に王室礼拝堂に付属する少年聖歌隊の一員となり、聖歌隊長のヘンリー・クック（Henry Cooke）とペラム・ハンフリー（Pelham Humfrey）から音楽の指導を受けたという。そこでパーセルは自国の作曲家の作品を学び、またフランスとイタリアから影響を受けたハンフリーの音楽様式に刺激を受けたという。
1673年に15歳で変声期を迎えたため聖歌隊を退いて、同年6月に王室の楽器管理を担当していたジョン・ヒングストン（John Hingeston）の助手として1年間ほど務めた。翌1674年にはウェストミンスター寺院のオルガン調律師に任じられ、同時にオルガニストとして務めていたジョン・ブロウに師事している。また写譜係をしながら、ウィリアム・バード、オーランド・ギボンズ、トマス・タリスなどの作曲家たちの作品の研究していたが、これらを通して古い音楽の伝統を身に着けていた。なお作曲はこの頃からしていたとされるが、初期の作品はほとんど紛失している（ごくわずかに残されている歌曲とアンセムはこの時期のもの）。
1677年にマシュー・ロックが没し、18歳のパーセルは彼の後任として王室の弦楽合奏隊の専属作曲家（兼指揮者）に就任する。この弦楽合奏隊はチャールズ2世が、フランスのルイ14世の「24のヴァイオリン（ヴァンカトル・ヴィオロン）」に倣って1660年の王政復古の後に宮廷に設置したもので、音楽を好んでいたチャールズ2世がパーセルの才能を見抜いて抜擢したとされる。1679年にはブロウの後任としてウェストミンスター寺院のオルガニストに任命され、年俸とともに家も貸与されるなど、音楽家としてのキャリアを本格的に始めた時期でもあった。
1680年、ロンドンに帰還したチャールズ2世のための祝賀音楽をはじめとする一連の歓迎歌やオードを作曲し、また同時に祝祭音楽や劇場で上演されるための付随音楽、宗教曲を含む合唱曲などの作曲を通して名声を高め、付随音楽『テオドシウス』（Theodosius,Z.606）などの最初の大作が生まれたのもこの時期であった。1682年、王室付属礼拝堂の3人のオルガン奏者の一人に選ばれ、1683年1月にはヒングストンの死に伴い後任として王室の楽器管理職に就任するなど要職を兼務し、彼の名声はさらに高まっていき、多忙ながらも充実な生活を送っていた。この年に出版された作品には、12曲からなる「ファンタジア」と題されたヴィオールのためのトリオ・ソナタや鍵盤楽曲（主にハープシコード）『音楽のはしため』などがある。
1689年、バロック盛期のオペラの最高傑作として位置づけられるオペラ『ディドとエネアス』（Dido and Aeneas, Z. 626）が12月にロンドンにて初演され、限られた手法で劇的な効果を上げた。1690年以降は一連の舞台作品の創作に力を注ぎ、セミオペラ『アーサー王』（1691年）、『妖精の女王』（1695年）、『アブデラザール、またはムーア人の復讐』（1695年）など40曲以上を手がけているものの、厳密な意味の歌劇は『ディドとエネアス』一作だけにとどまった。
1695年11月21日、36歳で病死。死因は後世の研究者が推察しているものの、詳細は不明である。師のブロウはその死を悼んで『ヘンリー・パーセルの死に寄せる頌歌』を作曲し、パーセルが務めていた宮廷の楽器管理の後を継いでいる。墓所は職場であったウェストミンスター寺院。
パーセルの6人の子供のうち、4人は早世した。音楽家としての家系は次々代のエドワード・ヘンリー・パーセルで途絶えている。

## 主要作品
パーセルの作品目録番号は、アメリカの音楽学者フランクリン・B・ツィンマーマン（Franklin B.Zimmerman）によって作成された「Z番号」である。番号は4つに分類され、「ZN」は新発見された曲、「ZT」は鍵盤楽器用の編曲、「ZD」は疑作、「ZS」は偽作とそれぞれ分類している。
また、パーセル全集は21世紀に入っても編集作業が続いており、いまだ完成していない。

### 舞台作品

#### オペラ
- ディドとエネアス Dido and Aeneas Z. 626
全3幕のオペラ。『ダイドーとアエネアス』と表記される場合もあり、第3幕で歌われるアリア『私が土の下に横たわるとき ( "When I am laid in earth" ) 』が有名。
- 予言者、またはダイオクリージャン（英語版） Prophetess or The History of Dioclesian Z. 627
4幕のセミ・オペラ。
- アーサー王、またはブリテンの守護者（英語版） King Arthur or The British Worthy Z. 628
第3幕で歌われる氷の精のアリア『あなたは何の技を ( "What Power art thou" ) 』が有名であり、後にクラウス・ノミが1981年に発表した楽曲『コールドソング ( "Cold Song" ) 』の原曲となった[4]。
- 妖精の女王 The Fairy-Queen Z. 629
- インドの女王（英語版） The Indian Queen Z. 630
未完成に終わり、弟のダニエルが補筆完成している。
- テンペスト、または魔法の島 The Tempest or The Enchanted Island Z. 631

#### 劇付随音楽
- アブデラザール、またはムーア人の復讐（英語版） Abdelazer or The Moor's Revenge Z. 570
全10曲からなり、声楽を伴う第10曲を除く9曲は『アブデラザール組曲』として演奏されることもある。特に第2曲「ロンドー」が有名であり、後にベンジャミン・ブリテンが1945年に発表した『青少年のための管弦楽入門』で、変奏曲の主題として引用された。
- 道化師の出世、またはダンスタブルの3人の公爵（英語版） A Fool's Preferment or The Three Dukes of Dunstable Z. 571
- キルケー Circe Z. 575
- ドン・キホーテの滑稽な物語（英語版） Don Quixote Z. 578
- 二枚舌（英語版） The Double Dealer Z. 592
- ほどかれたゴルディウスの結び目 The Gordian Knot Unty'd Z. 597
- アテネのタイモン、または人間嫌い Timon of Athens Z. 632

### 器楽作品
- シャコンヌ ト短調 Z. 730（1680年頃）
4つのヴィオールのための作品だが、現在では弦楽で演奏される。ブリテンは1948年に編曲を行っている。
- 3声のファンタジア Z. 732-734
- 4声のファンタジア Z. 735-744
いずれもヴィオール（3声は3台、4声は4台）のための作品。1680年頃出版。
- ファンタジア『イン・ノミネ』Z. 746（6つのヴィオールための）
- 3声のソナタ集 Z. 790-801（1683年出版）
- 4声のソナタ集 Z. 802-811（1697年出版）
いずれも2つのヴァイオリンと通奏低音のための作品。「4声のソナタ集」は実際は3声であるが、通奏低音を2声部と考えて4声としている。Z. 810は「黄金ソナタ」の名称がある。
- トランペットソナタ第1番 ニ長調 Z. 850（1694?）
トランペット、2つのヴァイオリン、ヴィオラ、通奏低音のための

### 鍵盤作品（ハープシコード、オルガン）
- ハープシコード、またはスピネットのためのレッスン選集（A choice collection of Lesson）
8つの組曲（Z. 660-663, Z. 666-669）を含む。
- 4つのヴォランタリー Z. 717-720（オルガンのための）
- 詩篇第100に基づくヴォランタリー イ長調 Z. 721（オルガンのための）

ほかに、ヘンリー・プレイフォード（Henry Playford）が1689年にした出版した『音楽のはしため』(『音楽の侍女』）の第2部（The second part of Musick's Hand-Maid）にパーセルの作品が含まれる。

### 宗教作品・合唱作品

#### アンセム
- 醒めよ醒めよ主の腕よ、力を着よ Awake, put on thy strength Z. 1
- 願わくば神起きたまえ、その仇を散らしたまえ Let God arise Z. 23
- わが愛する者語りて My beloved spake Z. 28
- 神よ、汝の義もまたいと高し Thy righteousness, O God, is very high Z. 59（未完）
- 汝に向かって叫ぶ Unto Thee will I cry Z. 63

#### 頌歌（オード）
- 来たれ、汝ら芸術の子よ Come Ye Sons of Art Z. 323
- 愛の女神、必ずや盲目たらん Love's goddess sure was blind Z. 331
1692年、メアリー2世の誕生日のための作曲。当日、女王の前で歌われた。
- その昔、勇者は故郷にとどまるを潔しとせず Of old when heroes thought it base Z. 333
- 嬉しきかな、すべての愉しみ Welcome to all the pleasures Z. 339
『来たれ歓喜』と表記される場合もある。

#### その他
- カノン・アレルヤ Z. 101
- カノン『主よ、我を憐れみたまえ』 Z. 109
- アレルヤ ハ長調 Z. 110
- 6つのチャント（聖歌） Z. 120-125

### 歌曲・二重唱・キャッチ
- 音楽が愛の糧であるなら If music be the food of love Z. 379
- キャッチ『酒飲みは不死身である』 He that drinks is immortal Z. 254
- 讃歌『いま太陽はその光を覆い』 Now that the Sun hath veil'd his Light Z. 193
『夕べの讃歌（ "An evening hymn on a ground" ）』の名でも知られる。

## 備考
- 小惑星(4040)のパーセルは彼に因んで命名された[5]。
- 同年代の作曲家ジェレマイア・クラークの『デンマーク王子の行進曲』は、かつてパーセルの作品（『トランペット・ヴォランタリー』の名で知られていた）として誤解されていた。この誤解は1870年代にリーズのオルガニストであったウィリアム・スパークによって編纂されたオルガン曲集の中で「パーセル作トランペット・ヴォランタリー」として紹介されたことに始まる（なぜパーセル作品とされたかは明らかでない）。スパークの没後、楽譜は指揮者のヘンリー・ウッドが入手し、同じく「パーセルのトランペット・ヴォランタリー」の題で管弦楽用に編曲して世界的に有名になり、イギリス国王戴冠式を含む国家の行事に使われるまでになったが、1939年になって「クラーク氏作デンマーク王子の行進曲」の題のついた1700年出版の楽譜が発見され、クラークの作品であることが明らかになった[6]。

## メディア
- Dido and Aeneas

## 参考資料
- 『新訂 標準音楽辞典 ト-ワ/索引』 音楽之友社、2008年
- 『音楽大事典 第4巻』 平凡社、1982年
- 『クラシック作曲家辞典』 フェニックス企画編、中河原理監修 東京堂出版、2003年（第3版）